# 大不列顛的瑪麗公主
大不列顛的瑪麗公主（英語：Princess Mary of Great Britain，1723年3月5日—1772年1月14日），黑森-卡塞爾伯爵夫人，英國國王喬治二世的第四女。

## 家庭
1740年，瑪麗與黑森-卡塞爾的腓特烈結婚，兩人共有四個兒子：
- 威廉（1741年—1742年），夭折
- 威廉一世（1743年—1821年），1803年成為黑森選侯國第一任選侯
- 卡爾王子（1744年—1836年）
- 腓特烈王子（1747年—1837年）

由於腓特烈魯莽的性格，兩人的婚姻生活並不愉快，最終於1754年分居。兩年後，瑪麗帶著兒子們移居丹麥，照顧妹妹路易絲的小孩。瑪麗的兩個兒子日後與路易絲的兩個女兒結婚。